# Königshof Sittensen
Der Königshof Sittensen ist eine Wallburg des 9. Jahrhunderts westlich der Gemeinde Sittensen im niedersächsischen Landkreis Rotenburg (Wümme) über der Niederung der Oste.

## Geschichte
Es gibt keine zuverlässigen Nachrichten zu den Erbauern dieser Burg. Nach den archäologischen Zeugnissen wurde sie im 9. Jahrhundert errichtet. Im 13. Jahrhundert ist hier Grundbesitz der Ministerialen von der Lühe des Erzbistums Bremen nachgewiesen. Da diese ihre Güter von der bremischen Kirche erhalten hatte und diese wiederum Königsgut in großem Umfang übertragen bekommen hatte, könnte in Sittensen tatsächlich ursprünglich ein Königshof bestanden haben. Der Name „Königshof“ wird allerdings erst 1208 erwähnt.

## Beschreibung
Die Wallburg Königshof liegt unmittelbar neben dem heutigen, gleichnamigen Gut. Von der ursprünglich U-förmigen Anlage sind zwei Wallstücke erhalten, die im stumpfen Winkel aufeinander treffen. Der nördliche Teil der Burg war durch die Oste-Niederung ausreichend geschützt und wies keinen Befestigungswall auf. Der östliche Abschnitt ist schon vor längerer Zeit durch die Anlage von Wasserbecken zerstört worden. Die Befestigung umfasste ein Areal von 100–140 × 90 m. Die Breite des Walles beträgt heute 8–10 m und seine Höhe 1 m; der vorgelagerte Graben ist 9–12 m breit und 1–2 m tief. 
Bei der Ausgrabung wurde festgestellt, dass der Wall als Holzpalisade mit Wallhinterschüttung errichtet worden ist. Die nördliche Seite an der Oste war höchstens durch einen Palisadenzaun geschützt. Im Westen befindet sich eine flache Erhebung, die eventuell der Rest eines weiteren Walls sein könnte. Im Innenraum konnten keine Spuren einer Bebauung festgestellt werden. 